# 伊斯帕斯特尔
伊斯帕斯特尔（西班牙語：Ispáster）是西班牙巴斯克自治区比斯开省的一个市镇。总面积23平方公里，总人口613人（2001年），人口密度27人/平方公里。